# Miresa basirufa
Miresa basirufa is een vlinder uit de familie slakrupsvlinders (Limacodidae). De wetenschappelijke naam van deze soort is voor het eerst geldig gepubliceerd in 1941 door Hering.
De soort komt voor in tropisch Afrika.